# Грб Оштре Луке
Грб Оштра Лука је званични грб српске општине Оштра Лука. Грб је усвојен 28. априла 2005. године.
Симбол општине је грб облика средњовјековног штита који одудара од савремених хералдистичких стандарда и по садржини подсјећа на раније амблеме из комунистичког времена.

## Опис грба
Грб Оштре Луке је плаво обрубљени бијели штит, у плавом подножју су двије бијеле таласасте линије (које означавају ријеку Сану) и бијели мост. У средини су, између два жута бријега, на зеленом брду три златна класа жита која улазе у заглавље у црвено-плаво-бијелој тробојници. Изнад штита на плавој траци бијелим словима је исписано име општине: „Оштра Лука“.